# Arandilla
Arandilla település Spanyolországban, Burgos tartományban. Arandilla Peñaranda de Duero, Hontoria de Valdearados, Coruña del Conde és Brazacorta községekkel határos. Lakosainak száma 155 fő (2024).

## Népesség
A település lakosságának változását az alábbi diagram mutatja:
| Lakosok száma | 195  | 191  | 186  | 182  | 180  | 179  | 167  | 160  | 158  | 155  |
|               | 2001 | 2004 | 2006 | 2009 | 2011 | 2014 | 2016 | 2019 | 2021 | 2024 |